# Dungarpur (stato)
Lo Stato di Dungarpur fu uno stato principesco del subcontinente indiano, avente per capitale la città di Dungarpur.

## Storia

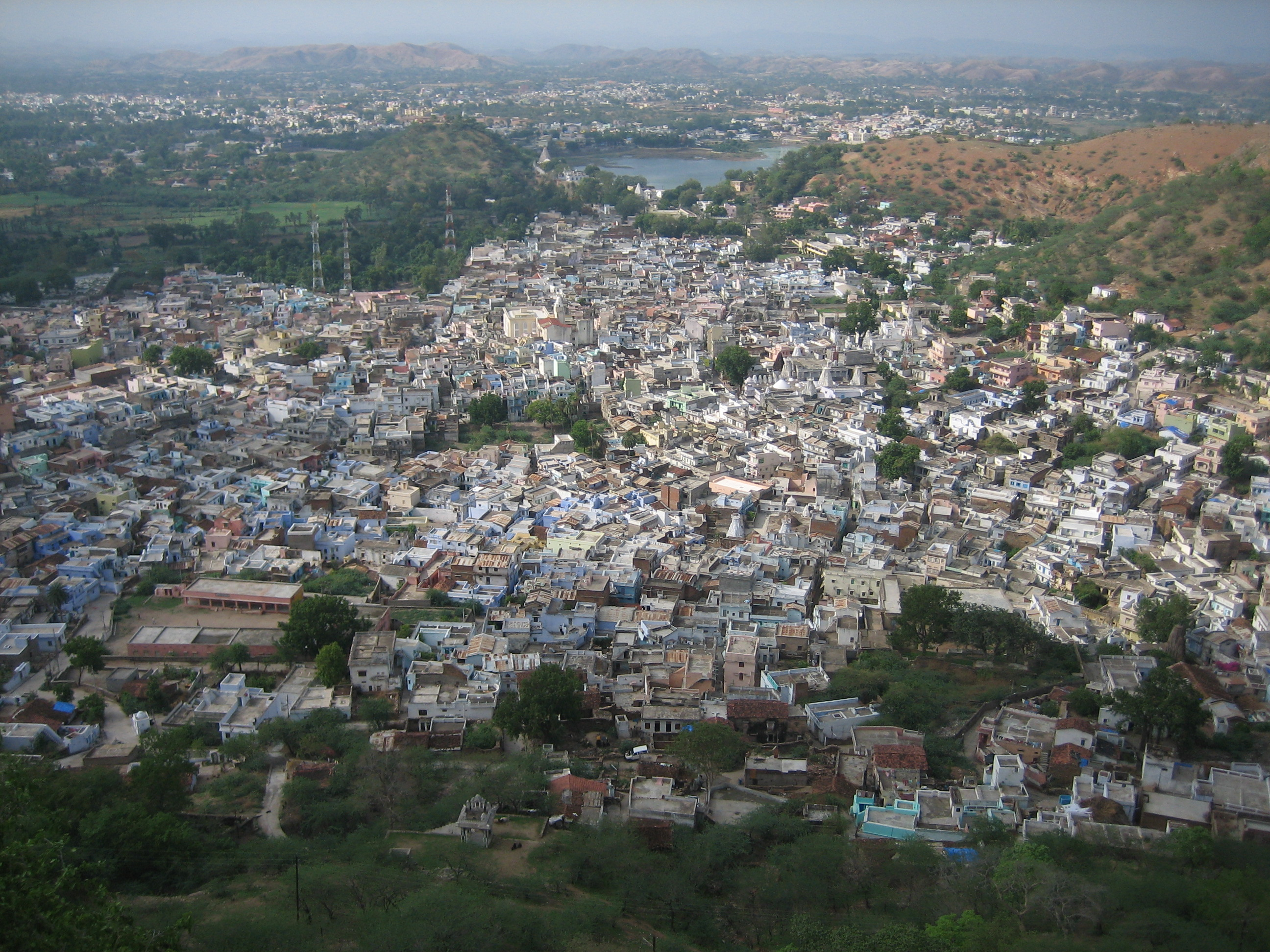
Visione aerea della moderna Dungarpur

Lo Stato di Dungarpur venne fondato nel 1197 da Samant Singh, figlio primogenito del regnante di Mewar, Karan Singh  La famiglia era a sua volta discendente da Bappa Rawal, ottavo regnante della dinastia Guhilot e fondatore della dinastia Mewar (r. 734-753).
Il villaggio di Dungarpur, capitale dello Stato, venne fondato nel XIV secolo dai discendenti di Rawal Bir Singh, che gli diedero quel nome partendo da Dungaria, il nome di un capo Bhil che essi stessi avevano assassinato. Dopo la morte di Rawal Udai Singh di Bagar nella Battaglia di Khanwa nel 1527, ove combatté al fianco di Rana Sanga contro Babar, i suoi territori vennero divisi tra gli Stati di Dungarpur e Banswara. Successivamente sotto il controllo dell'impero moghul e dei maratha, lo Stato passò infine nel 1818 sotto gli inglesi del British Raj con un trattato, ottenendo la garanzia di un saluto d'onore di quindici salve di cannone

## Governanti

### Maharawal
I maharawals appartenevano alla dinastia Shishodhya
- 1691 -  1702 Khuman Singh
- 1702 -  1730 Ram Singh
- 1730 -  1785 Shiv Singh
- 1785 -  1790 Vairi Sal
- 1790 -  1808 Fateh Singh
- 1808 - 19 dicembre 1845 Jashwant Singh  (n. ... - n. 1845)
- 1846 -  1898 Udai Singh  (n. 1838 - n. 1898)
- 13 febbraio 1898 - 15 novembre 1918 Bijai Singh (n. 1887 - n. 1918)
- 15 novembre 1918 - 15 agosto 1947 Laxman Singh (n. 1908 - n. 1989)